# Концерт код Хајдучке чесме (албум)
Концерт код Хајдучке чесме је први концертни албум групе Бијело дугме из 1977. године у издању Југотона. Материјал за плочу је снимљен у Београду, Новом Саду и Сарајеву, опремом љубљанског студија "Академик".

## Позадина
Током промотивне турнеје за трећи студијски албум бенда, Ето! Баш хоћу!, Бијело Дугме је доживјело бројне потешкоће, од сукоба унутар бенда до техничких проблема и све мање посјећености. Након три године проведене на врху југословенске рок сцене, бенд се изненада суочио са јасним падом популарности. У комбинацији са одређеним прекидом због позива двадесетседмогодишњег лидера Горана Бреговића на обавезну војску, Бијело дугме нашло се у малој колотечини тражећи да преокрене негативни тренд како се турнеја ближи крају. На предлог новинара и Бреговићевог блиског повереника Пеце Поповића, одлучили су да одрже велики концерт на отвореном на београдској Хајдучкој чесми са бесплатним улазом — у нади да ће турнеју завршити на спектакуларан начин, као и да ће своје обожаваоце оставити на позитивној ноти пре привременог расформирање због предстојеће Бреговићеве војне дужности.
Концерту, одржаном у недељу, 28. августа 1977. године, присуствовало је између 70.000 и 100.000 гледалаца, што је била највећа публика на рок концертима у Југославији до тада. После уводних дела (Слађана Милошевић, Тако, Здраво, Џаџо, Сунцокрет, Ибн Туп и Леб и сол), Бијело дугме одсвирало успјешан концерт. Међутим, након што је звучни запис концерта звучао лоше на траци због техничких ограничења и широког отвореног простора, бенд је 25. октобра 1977. одсвирао још једну наступ у дворани Ђуро Ђаковић у Сарајеву, што је стварни наступ који се чуо на албуму. На крају, једини део оригиналног концерта Хајдучке чесме који је завршио на албуму биле су реакције публике после сваке песме.
Концерт код Хајдучке чесме испоставиће се као последњи албум бенда са клавијатуристом Лазом Ристовским и бубњаром Ипом Ивандићем, бар за сада, јер су њих двојица одлучили да напусте групу након што су 1978. објавили сопствени пратећи пројекат, албум Стижемо. Обојица су се на крају поново придружили Бијелом дугмету; Ивандић 1982. и Ристовски 1984. године.

## Листа пјесама
1. „Кад би' био бијело дугме“ (8:35)
2. „Ништа мудро“ (2:39)
3. „Блуз за моју бившу драгу“ (6:26)
4. „Селма“ (3:28)
5. „Има нека тајна веза“ (3:18)
6. „Све ћу да ти дам, само да заиграм“ (4:51)
7. „Патим ево десет дана“ (4:28)
8. „Да сам пекар“ (3:37)
9. „Тако ти је, мала моја, кад љуби Босанац“ (3:47)
10. „Не спавај, мала моја, музика док свира“ (3:08)
11. „Ето! Баш хоћу!" (5:04)

## Чланови групе
- Жељко Бебек - вокал
- Горан Бреговић - гитара
- Горан Ивандић - бубњеви
- Зоран Реџић - бас-гитара
- Лазо Ристовски - клавијатуре

## Сарадници
- Горан Бреговић - продуцент
- Војно Кундић и Синиша Шкарица - уредници
- Миро Бевц - тонски мајстор
- Бранко Подбрежнички - тонски асистент
- Владимир Јовановић - омот

## Наслеђе
Албум је 1998. године завршио на 74. месту на листи 100 највећих југословенских рок и поп албума.